# Ostrowy (Łódź)
Ostrowy is een dorp in het Poolse woiwodschap Łódź, in het district Kutnowski. De plaats maakt deel uit van de gemeente Nowe Ostrowy en telt 1200 inwoners.